# Michael Kwan
Michael Kwan Ching-kit (n. 27 de marzo de 1949), es un cantante cantopop hongkonés, que firmó contrato con el sello Philips (la marca Polygram que no se adoptó hasta un tiempo después en Hong Kong) y más adelante con el sello EMI. Su catálogo de regreso (1986-1988) continúa siendo publicado por el sello "Universal Music Group". Se retiró de su carrera musical en 1988 y actualmente trabaja como arquitecto en Seattle, Estados Unidos, con su esposa.

## Carrera
Kwan nació en 1949 en Hong Kong, su familia es originaria de Nanhai, Guangdong, China, asistió a la universidad co-educativo de "St. Paul" y se graduó en 1969. Fue admitido en la Universidad de Hong Kong, ese mismo año y posteriormente se graduó con un título de Licenciatura en Arquitectura. Kwan ejerce la profesión de arquitectura a tiempo completo después de graduarse, fundó su propia consultora en 1983. Su esposa es también arquitecta.
Debido a su condición de vocación como cantante, él nunca fue elegible para la adjudicación de premios durante su trayectoria artística, a pesar de haber interpretado 78 temas musicales para series de televisión en Hong Kong, como "Reincarnated" (1978). Antes de la década de 1970, fue cantante de una popular canción en inglés para "The Swinging Minstrels". También se negó en aceptar el Premio "Golden Needle" en 1993, debido a que él era fuera uno de los artistas más exitosos durante tanto tiempo. El premio fue declarado desierto todo ese año. Recibió un equivalente de la "Medalla de Servicio Meritorio de la Reina" en 1985 por su carrera musical como cantante cantopop.